# Egla
Egla je bila supruga kralja Davida te tako kraljica Izraela i Judeje. Bila je majka princa Jitreama.
Spomenuta je u Bibliji: "Davidu se rodiše sinovi u Hebronu... šesti Jitream, od Egle, Davidove žene."